# Vitalij Višnevskij
Vitalij Viktorovič Višnevskij (in russo Виталий Викторович Вишневский?; Charkiv, 18 marzo 1980) è un ex hockeista su ghiaccio russo professionista che giocava nel ruolo di difensore.

## Carriera
Dalla stagione 2008-09 ha giocato nella Kontinental Hockey League prima con la Lokomotiv Jaroslavl poi con lo SKA San Pietroburgo e dalla stagione 2012-13 di nuovo con la Lokomotiv. 
In precedenza ha giocato nella National Hockey League con le squadre di Anaheim, Atlanta, Nashville e New Jersey